# 刘宏 (刘宋)
建平宣简王劉宏（434年—458年4月2日），字休度，宋文帝劉义隆第七子。

## 生平
元嘉二十一年二月辛卯（444年3月30日），封建平王，食邑二千户。刘宏少年时笃爱文籍，很受父亲的宠爱，不但為他在具山水美景的雞籠山上建府第，更使得建平国官吏的官阶要比其它封国的高一阶。元嘉二十四年十月壬辰（447年11月11日），劉宏任中护军，领石头戍事。元嘉二十六年八月己酉（449年9月18日），任征虏将军、江州刺史。元嘉二十八年（451年），改任中书令，领骁骑将军。
宋文帝後來打算廢掉太子劉劭，本就屬意劉宏，但寵臣江湛和徐湛之卻另有建議，故文帝一直都對繼立者猶豫不決。元嘉三十年（453年），太子弒父登位，授劉宏左將軍、丹陽尹，不久又轉其為散騎常侍、鎮軍將軍、江州刺史。其時以武陵王劉駿為首的軍隊討伐劉劭，在大軍兵臨建康時，劉宏被劉劭召入殿內。不過以前劉駿曾給過劉宏一個手板，此時劉宏就派親信周法道帶手板送給劉駿，以表心跡。故劉駿消滅劉劭，即位為帝後，於五月戊戌（453年6月18日）任命劉宏為尚书左仆射，並指派他回尋陽迎孝武帝生母路惠男到建康。八月乙亥（453年9月23日），又加任中书监、中军将军。孝建二年十月壬午（455年11月19日），改任尚书令，加散騎常侍，並獲賜一部鼓吹隊。孝建三年十月丁未（456年12月8日），加任中书监、卫将军。大明二年二月乙酉（458年3月11日），因劉宏病重，孝武帝加劉宏开府仪同三司，但未及拜官，劉宏就於三月丁未（458年4月2日）去世，得年二十五岁。朝廷追赠侍中、司徒，賜班劍二十人，並賜諡宣簡。子刘景素承袭王位。

## 性格特徵
- 劉宏為人謙虛勤儉，周密謹慎，又通曉政事，禮待賢士，故宋孝武帝登位後讓其於朝內擔當高職，相當信任。當時孝武帝常常不滿百官直言進諫，劉宏亦進言表示周朝、漢朝的興盛正因為廣納諫言之故，建議其廣開言路，鼓勵直言。另劉宏亦有鑑於朝廷治軍不當，士兵疏於操練，軍官亦用非其人，致令無法與北方政權抗衡，建議改選將校，並將士兵分配給他們，以領軍將軍及護軍將軍統御他們，讓他們與所屬士兵先培養感情，並在農餘之時打獵作練習，再三告誡，培養出軍隊紀律，如此才有望對抗外敵。
- 劉宏體弱多病，最終英年早逝，孝武帝對此十分傷痛，朔望日都去靈位前悼念，又親自寫墓誌铭並序。至大明五年（461年）孝武帝對一眾弟弟封國增一千戶時，原本並不包括像建平國這樣初封王已經去世的王國，但因孝武帝對劉宏的親愛，故特為建平國加贈。

## 家庭

### 母
- 曹婕妤，宋文帝的妃嫔，封为婕妤，但在劉宏年幼时就已去世。

### 妻
- 周氏，建平國妃，後為太妃[2]